# Magnum Opus (álbum)
Magnum Opus es el octavo disco de estudio del guitarrista sueco Yngwie J. Malmsteen, lanzado en 1995 por el sello Music for Nations. El álbum alcanzó el puesto No. 11 y 17 en las listas de Finlandia y Suecia respectivamente.

## Lista de canciones
Toda la música compuesta por Yngwie J. Malmsteen, except where noted. 
| N.º | Título                | Letras                     | Duración |  |
| 1.  | «Vengeance»           | Michael Vescera, Malmsteen | 4:49     |  |
| 2.  | «No Love Lost»        | Vescera                    | 3:07     |  |
| 3.  | «Tomorrow's Gone»     | Vescera                    | 5:20     |  |
| 4.  | «The Only One»        | Vescera                    | 4:01     |  |
| 5.  | «I'd Die Without You» | Malmsteen                  | 5:49     |  |
| 6.  | «Overture 1622»       | (instrumental)             | 2:41     |  |
| 7.  | «Voodoo»              | Malmsteen                  | 6:19     |  |
| 8.  | «Cross the Line»      | Vescera                    | 3:32     |  |
| 9.  | «Time Will Tell»      | Vescera                    | 5:09     |  |
| 10. | «Fire in the Sky»     | Malmsteen                  | 4:57     |  |
| 11. | «Amberdawn»           | (instrumental)             | 4:25     |  |

## Personal
- Yngwie J. Malmsteen – guitarra
- Michael Vescera – voz
- Mats Olausson – teclado
- Shane Gaalaas – batería
- Barry Sparks – bajo